# Lírica cancioneril

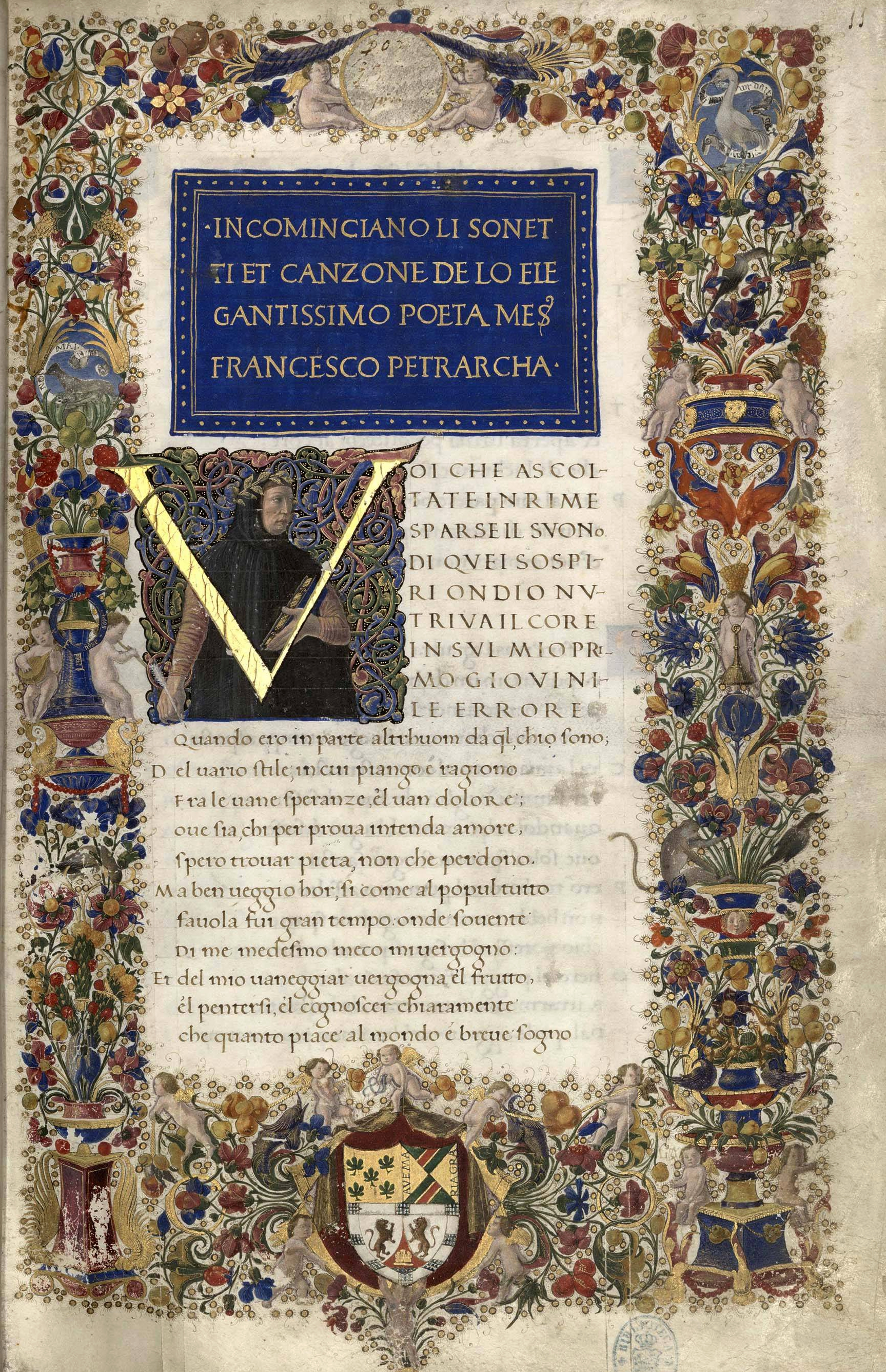
Manuscrito de escuela florentina (manu Matthaei domini Herculani de Vulterris) de las obras de Petrarca. Realizado para el primer duque de Urbino Federico III de Montefeltro (1444-1482). Contiene las Rimas y los Triunfos. BNE Vitr. 22/1

Un cancionero es una colección de canciones y poesías de varios autores.
Los cancioneros son florilegios poéticos que no deben confundirse con los llamados cancioneros petrarquistas, los cuales reflejan un tipo de estructura diferente, emanada de la corriente poética del Renacimiento denominada petrarquismo. Estos cancioneros medievales reflejaban los gustos estéticos de los coleccionistas que los formaban generalmente con pliegos sueltos o con poemas copiados en limpio por su propia mano o por la de otro desde otros cancioneros, de libros impresos o manuscritos o de obras que poseían los propios autores de los poemas o coleccionistas. Algunas de esas colecciones llegaron a ser divulgadas por la imprenta, pero otras se han conservado en copias manuscritas.

## Clases de cancioneros
Los cancioneros podían elaborarse sobre un género literario concreto, sobre un autor o sobre una temática determinada. A veces, incluso, reflejaban la producción de un círculo poético concreto, de una escuela o corriente estética o de una ciudad. Algunos poseen la transcripción de la partitura musical que solía acompañar las canciones; otros no. Sea como fuese, son fuentes muy importantes para conocer no solo la lírica cortesana de esos siglos, sino también la popular, pues en ellos se consignaban muchas veces las canciones o romances que constituían la cultura vulgar de esos siglos que forma el telón de fondo de las grandes creaciones literarias de la época. Constituyen igualmente una rica fuente de información histórica y social. Los cancioneros se bautizan habitualmente por el nombre de su confeccionador o poseedor, o por el nombre de la biblioteca que los conserva.

## Cancioneros galaicoportugueses
Los primeros cancioneros conocidos son antologías de poesía gallego portuguesa, de la que debió haber un gran caudal en los siglos XIII y XIV. A esta época pertenecen los tres más famosos e importantes cancioneros, conocidos como Cancionero de Ajuda (editado por Carolina Michaëlis de Vasconcellos en 1904 y por Henry H. Carter en 1941), el Cancionero de la Vaticana (editado por Teófilo Braga en 1878) y el Cancionero Colocci-Brancuti (editado por Molteni en 1880), así llamado por haber pertenecido al humanista del siglo XVI Angelo Colocci y conservarse el códice en la Biblioteca del marqués de Brancuti. A ellos se puede añadir el Pergamino Vindel llamado Las siete canciones de amor (editado por Vindel en Madrid, 1914). Todos estos cancioneros muestran dos direcciones estéticas, la marcada por la influencia trovadoresco-provenzal sedimentada a través de las peregrinaciones a Santiago de Compostela y el afrancesamiento gallego desde los tiempos del obispo Gelmírez y la señalada por la lírica paralelística y de leixa-pren autóctona, más espontánea y por tanto más jugosa. La primera tiene un valor fundamentalmente técnico y a ella responde principalmente el contenido del Cancionero de Ajuda y la obra de Pero Barroso, Alfonso X el Sabio, Fernán Gonçalves o Men Rodríguez Tenorio; al segundo tipo de inspiración pertenece la lírica popular de alma céltica representada por poetas como Joan Zorro, Pero Meogo, Ayras o Airas Nunes, el rey don Dionis, Martín Códax, Payo Gómez Chariño, Meendiño y Nuño Fernandes Torneol.
Los cancioneros gallegoportugueses suelen dividir sus composiciones, denominadas cantigas, en tres clases: cantigas de amor, en las que habla el caballero cuitado y enamorado, consideradas de mayor influjo provenzal, cantigas de amigo, en las que habla la enamorada, que se consideran habitualmente las más poéticas e inspiradas, de tradición más autóctona, y cantigas de escarnio o maldecir, sátiras no siempre limpias contra tal o cual personaje.